# Ogasilspitze
Die Ogasilspitze, früher auch Oggerfileberg, (3032 m ü. A.) ist ein Berggipfel des Maurerkamms in der Venedigergruppe in Osttirol (Österreich). Er liegt im Gemeindegebiet von Prägraten am Großvenediger. Benachbarte Gipfel sind die Quirlwand im Norden, der Quirl und der Steingrubenkogel im Nordwesten und der Schinakel im Westen.

## Lage
Die Ogasilspitze ist ein Felstrapez am Ende des südlichen Maurerkamms. Sie befindet sich südöstlich des Quirls (3251 m ü. A.), mit dem die Ogasilspitze durch den Nordwestgrat verbunden ist. Der Quirlsattel (2917 m ü. A.), auch Hohe Grubenscharte genannt, trennt dabei den Quirl von der Ogasilspitze. Westlich des Nordostgrates der Ogasilspitze liegt das Kar der Hohen Grube mit einigen Bergsee, östlich befindet sich das Hochkar, das ebenfalls kleinere Bergseen und den Ursprung des Zopatbachs beherbergt. Im Süden fällt die Ogasilspitze zum Umbaltal ab.

## Aufstiegsmöglichkeiten
Die Ogasilspitze wurde erstmals am 15. Juli 1904 von I. Hechenbleikner bestiegen, wobei der Gipfel selten begangen wird und keinerlei touristische Relevanz besitzt. Der Normalweg auf die Ogasilspitze führt von der Clarahütte am Hüttensteig rund zwei Kilometer talauswärts bis zum Reggenbachfall. Ab hier folgt der Aufstieg rechts des Baches über Grashänge nordseitig und weglos bis in das Kar der Hohen Grube. Von der Hohen Grube ist nun der Aufstieg zum Quirlsattel möglich, von wo aus der Nordostgrat der Ogasilspitze bis zum Gipfel begangen wird (I). Als Variante kann für den Aufstieg aus der Hohen Grube auch die schrofige Südflanke (I) genutzt werden.